# Arthur Vermeeren
Arthur Vermeeren (Lier, 7 februari 2005) is een Belgisch voetballer die sinds 2024 als middenvelder speelt bij RB Leipzig. Vermeeren debuteerde in 2023 in het Belgisch voetbalelftal.

## Carrière

### Jeugd
Vermeeren begon te voetballen bij K. Lierse S.K.. Na vier jaar ging hij voor KV Mechelen spelen waar hij even lang zou spelen. Bij KV kwamen zijn capaciteiten als teamspeler boven water, net als een specifieke familietrek: nuchterheid. Vermeeren moest soms in de verdediging opdraven terwijl zijn mogelijkheden meer op het middenveld lagen. Hij verrast in 2018 door Mechelen in te ruilen voor Antwerp, ondanks het mindere imago van de jeugdopleiding. Op dat ogenblik een hoogst ongebruikelijke overstap, want de jeugd van rood-wit speelde op dat ogenblik een niveau lager dan Malinwa. Grote talenten maken meestal de omgekeerde beweging. Snel groeit Vermeeren uit tot een stille sterkhouder bij alle jeugdelftallen. Hij maakt ook indruk in de jeugdreeksen van zaalvoetbalclub Club 80 Malle.

### Antwerp
In het seizoen 2022/23 mocht de 17-jarige Vermeeren de voorbereiding met het eerste elftal starten. Hij liet een goede indruk na op de nieuwe coach Mark van Bommel en mocht bij de A-kern blijven. Op 11 augustus 2022 mocht Vermeeren officieel debuteren in het eerste elftal van Antwerp. In de derde voorronde van de Conference League mocht hij in de 59ste minuut invallen voor Michael Frey tegen de Noorse club Lillestrøm SK. Op 25 augustus zou hij vervolgens acht minuten spelen in de verloren partij tegen Başakşehir. Het jeugdproduct is nog maar de derde jeugdspeler die voor de A-ploeg weet te spelen na Robbe Quirynen en Laurit Krasniqi. Vermeeren moest opboksen tegen gevestigde waarden als Alhassan Yusuf, Pieter Gerkens, Faris Haroun, Jurgen Ekkelenkamp en Radja Nainggolan. Pas op de dertiende speeldag van de competitie kreeg hij nog eens enkele minuten om zich te laten zien. Na eerst zes minuutjes tegen KV Oostende en vervolgens veertien tegen Anderlecht, stond hij op vier dagen tijd aan de aftrap van twee belangrijke wedstrijden: in de beker tegen Beveren en daarna in de competitie tegen Club Brugge. Door een blessuregolf en de kamikaze-acties van Nainggolan gooide Van Bommel zijn jonge joker ietwat noodgedwongen voor de leeuwen in de topper tegen landskampioen Club Brugge. Vermeeren werd direct verkozen tot speler van de maand bij Antwerp. Sindsdien verdween Arthur Vermeeren niet meer uit de ploeg.
Op 14 mei 2023 scoorde Vermeeren zijn eerste competitiedoelpunt voor Antwerp. In de laatste seconde van de toegevoegde tijd in een wedstrijd tegen Club Brugge scoorde hij de 3-2 en werd zo matchwinnaar. Het spel van Vermeeren had een enorme impact op de ploeg van Mark van Bommel. Hij lag door zijn constante prestaties mee aan de basis van de historische dubbel van de Great Old. Hierdoor werd hij een onmisbare pion. Begin juni werd Vermeeren verkozen tot "Talent of the Season" door zijn collega-profvoetballers. Op de erelijst volgde hij Charles De Ketelaere op.
Vermeeren speelde 20 competitie wedstrijden en alle 6 de Champions' Play-Off wedstrijden. Hierin scoorde hij één keer en was hij goed voor één assist. De Franse sportkrant L'Équipe pakte in juni 2023 uit met een wereldwijde top dertig van de beste voetballers onder de twintig jaar van het voorbije seizoen. Antwerp-middenvelder Arthur Vermeeren (18) bezette de twaalfde plaats. Op het einde van het seizoen was hij de tweede waardevolste speler van de Belgische Jupiler Pro League. Op 23 juli won hij met Antwerp de supercup tegen zijn ex-club KV Mechelen na strafschoppen. Meteen zijn derde prijs bij Antwerp.
In zijn tweede profseizoen begon Vermeeren als onbetwiste titularis en bevestigde zijn status als belangrijkste schakel op het middenveld van de ploeg van trainer Van Bommel. In de laatste Champions Leaguewedstrijd tegen Barcelona - Antwerp was toen al uitgeschakeld -  speelde hij zich voor meerdere topclubs in de kijker. In een galawedstrijd werd onverwacht met 3-2 gewonnen van een Europese grootmacht. Vermeeren nam na twee minuten het eerste doelpunt voor zijn rekening. Op 18 januari 2024 won Vermeeren op het Gala van de Gouden Schoen, niet onverwacht, ‘Belofte van het Jaar’. Het is de eerste individuele bekroning in zijn nog jonge carrière.
Vermeeren speelde 5,5 jaar bij Antwerp. Hij kwam voor het eerste elftal 66 keer in actie, scoorde drie keer en gaf acht assists.

### Atlético Madrid
Op 26 januari 2024 tekende Vermeeren een contract bij Atlético Madrid voor 6,5 jaar tot medio 2030. Antwerp zou een transferbedrag tussen 18 en 23 miljoen euro opgestreken hebben. Daarnaast zou zijn vorige club ook 10 procent op de eventuele latere doorverkoop van de Belgische middenvelder ontvangen. Dat er moordende concurrentie is op het middenveld bij Atlético, met onder meer Koke, Ñíguez en wereldkampioen De Paul, schrikt Vermeeren niet af. Hij werd er ploegmaat van landgenoot Axel Witsel en kreeg er het rugnummer 18.
Op 31 januari maakte Vermeeren zijn basisdebuut in de competitiewedstrijd tegen Rayo Vallecano. Na de eerste helft werd hij vervangen. Daarna kwam hij door de grote concurrentie nauwelijks aan spelen toe. In La Liga mocht hij 5 keer opdraven, goed voor zo'n 160 minuten voetbal. Simeone oordeelde dat hij te groen was voor het niveau van zijn team. Ook zijn aanpassing aan Spanje verliep trager dan verwacht.

#### Verhuur aan RB Leipzig
Aangezien een doorbraak bij Atletico op zich liet wachten werd Arthur Vermeeren voor een jaar gehuurd door RB Leipzig. De huursom die de Duitsers betalen, bedraagt € 3.000.000,-. De Bundesligaploeg had een aankoopverplichting van € 20.000.000,- losgepeuterd in de onderhandelingen. Bij twintig gespeelde wedstrijden werd Vermeeren definitief overgenomen en kreeg hij een contract tot medio 2029. Vermeeren werd ploegmaat van landgenoten Loïs Openda en Maarten Vandevoordt. Hij mag het rugnummer 18 dragen. In eerste instantie moest hij op het middenveld de geblesseerde Xaver Schlager vervangen die out was met een knieblessure. Verder moest hij de concurrentie aangaan met Kevin Kampl en Amadou Haidara.

### RB Leipzig
In januari 2025 bereikte Vermeeren de kaap van twintig gespeelde matchen, waardoor hij voldeed aan de aankoopverplichting en dus definitief van Atlético Madrid naar RB Leipzig overstapte. Zijn contract loopt tot medio 2029.

## Clubstatistieken
| Seizoen     | Club             | Land            | Competitie         | Competitie | Competitie | Competitie | Beker | Beker | Beker | Internationaal | Internationaal | Internationaal | Overig | Overig | Overig | Totaal | Totaal | Totaal |
| Seizoen     | Club             | Land            | Competitie         | Wed.       | Dlp.       | Ass.       | Wed.  | Dlp.  | Ass.  | Wed.           | Dlp.           | Ass.           | Wed.   | Dlp.   | Ass.   | Wed.   | Dlp.   | Ass.   |
| ----------- | ---------------- | --------------- | ------------------ | ---------- | ---------- | ---------- | ----- | ----- | ----- | -------------- | -------------- | -------------- | ------ | ------ | ------ | ------ | ------ | ------ |
| 2022/23     | Royal Antwerp FC | Vlag van België | Jupiler Pro League | 26         | 1          | 2          | 6     | 0     | 0     | 2              | 0              | 0              | –      | –      | –      | 34     | 1      | 2      |
| 2023/24     | Royal Antwerp FC | Vlag van België | Jupiler Pro League | 21         | 1          | 3          | 2     | 0     | 0     | 8              | 1              | 3              | 1      | 0      | 0      | 32     | 2      | 6      |
| Club Totaal | Club Totaal      | Club Totaal     | Club Totaal        | 47         | 2          | 5          | 8     | 0     | 0     | 10             | 1              | 3              | 1      | 0      | 0      | 64     | 3      | 8      |
| 2023/24     | Atlético Madrid  | Vlag van Spanje | Primera División   | 1          | 0          | 0          | 0     | 0     | 0     | 0              | 0              | 0              | –      | –      | –      | 1      | 0      | 0      |
| Club Totaal | Club Totaal      | Club Totaal     | Club Totaal        | 1          | 0          | 0          | 0     | 0     | 0     | 0              | 0              | 0              | 0      | 0      | 0      | 1      | 0      | 0      |
| TOTAAL      | TOTAAL           | TOTAAL          | TOTAAL             | 48         | 2          | 5          | 8     | 0     | 0     | 10             | 1              | 3              | 1      | 0      | 0      | 65     | 3      | 8      |

Bijgewerkt op 31 januari 2024.

## Erelijst
| Eerste klasse A    | 1x | 2022/23 |
| Beker van België   | 1x | 2022/23 |
| Belgische Supercup | 1x | 2023    |

## Interlandcarrière

### België
Op 9 oktober 2023 werd Arthur Vermeeren door bondscoach Domenico Tedesco voor de eerste keer opgeroepen voor het Belgisch voetbalelftal. In eerste instantie was hij er niet bij, maar door blessurezorgen van Leandro Trossard werd hij toch nog aan de selectie toegevoegd. Vermeeren was samen met ploeggenoot Mandela Keita de tweede nieuwkomer in de selectie. Op 13 oktober maakte de middenvelder zijn eerste speelminuten bij de Rode Duivels. Hij mocht op het einde van de tweede helft van de interland tegen Oostenrijk invallen voor Johan Bakayoko. België won met 2-3, waarmee het gekwalificeerd was voor het EK 2024 in Duitsland. Eind mei 2024 werd Vermeeren door Tedesco opgenomen in de EK-selectie.

## Interlands
| Interlands van Arthur Vermeeren voor België | Interlands van Arthur Vermeeren voor België | Interlands van Arthur Vermeeren voor België | Interlands van Arthur Vermeeren voor België | Interlands van Arthur Vermeeren voor België | Interlands van Arthur Vermeeren voor België |
| No.                                         | Datum                                       | Wedstrijd                                   | Uitslag                                     | Soort Wedstrijd                             | Doelpunten                                  |
| Als speler bij Royal Antwerp FC             | Als speler bij Royal Antwerp FC             | Als speler bij Royal Antwerp FC             | Als speler bij Royal Antwerp FC             | Als speler bij Royal Antwerp FC             | Als speler bij Royal Antwerp FC             |
| ------------------------------------------- | ------------------------------------------- | ------------------------------------------- | ------------------------------------------- | ------------------------------------------- | ------------------------------------------- |
| 1.                                          | 13 oktober 2023                             | Oostenrijk – België                         | 2 – 3                                       | Kwalificatie EK 2024                        | -                                           |
| 2.                                          | 15 november 2023                            | België – Servië                             | 1 – 0                                       | Vriendschappelijk                           | -                                           |
| Als speler bij Atlético Madrid              |                                             |                                             |                                             |                                             |                                             |
| 3.                                          | 23 maart 2024                               | Ierland – België                            | 0 – 0                                       | Vriendschappelijk                           | -                                           |
| 4.                                          | 5 juni 2024                                 | België – Montenegro                         | 2 – 0                                       | Vriendschappelijk                           | -                                           |
| Als speler bij RB Leipzig                   |                                             |                                             |                                             |                                             |                                             |
| 5.                                          | 14 november 2024                            | België – Italië                             | 0 – 1                                       | UEFA Nations League 2024/25                 | -                                           |
| 6.                                          | 17 november 2024                            | Israël – België                             | 1 – 0                                       | UEFA Nations League 2024/25                 | -                                           |
| Totaal                                      | Totaal                                      | Totaal                                      | Totaal                                      | Totaal                                      | 0                                           |

Bijgewerkt t/m 17 november 2024.